# Devijatov
Devijatov je priimek več oseb:
- Kuzma Grigorevič Devijatov, sovjetski general
- Vladimir Devijatov, ruski tenorist